# Clubiona californica
Clubiona californica är en spindelart som beskrevs av Fox 1938. Clubiona californica ingår i släktet Clubiona och familjen säckspindlar. Inga underarter finns listade i Catalogue of Life.